# Bartramia hakonensis
Bartramia hakonensis är en bladmossart som beskrevs av Bescherelle 1898. Bartramia hakonensis ingår i släktet äppelmossor, klassen egentliga bladmossor, divisionen bladmossor och riket växter. Inga underarter finns listade i Catalogue of Life.